# Speed-Badminton-Weltmeisterschaft 2011
Die 1. Weltmeisterschaft im Speed Badminton fand am 26. August 2011 und 27. August 2011 unter dem Namen „1st AZIMUT Hotels Speedminton World Championships Germany 2011“ in Berlin statt. Die Eröffnungsveranstaltung und Gründung des Speed-Badminton-Weltverbandes ISBO fand bereits am 25. August 2011 statt. Austragungsort war das Tennisgelände des LTTC Rot-Weiß Berlin. Die Finalspiele wurden im traditionsreichen Steffi-Graf-Stadion ausgetragen. Ausrichtender Verein waren die Speedminton Gekkos Berlin e.V. Gespielt wurde in zehn Kategorien, in denen 370 Teilnehmer aus 29 Nationen um den Titel kämpften. Besonders hierbei war, dass es keine Viertplatzierten gab, da der dritte Platz nicht ausgespielt wurde. Somit gab es in jeder Kategorie zwei Bronzemedaillengewinner.

## Die Spielstätte
Für die 1. Weltmeisterschaft im Speed Badminton stellte der traditionsreiche Tennis Club LTTC Rot-Weiß Berlin seine Anlage zur Verfügung. Für die WM standen neben 16 Sandplätzen auch der Court B mit Tribüne und das Steffi-Graf-Stadion bereit.
Auf jedem Tenniscourt konnten je zwei Speed-Badminton-Courts errichtet werden. Insgesamt wurden auf 32 normalen und 4 Jugendcourts die Spiele ausgetragen. Eine Besonderheit war der extra für die WM angefertigte Finalcourt, der zusätzlich für die Finalspiele im Steffi-Graf-Stadion aufgebaut wurde.

## Teilnehmende Nationen
In der Anzahl an Teilnehmern dominierte Deutschland das Turnier. Darüber hinaus kam ein Großteil der Spieler vor allem aus Osteuropa. Die teilnehmenden Nationen:
- Australien
- Brasilien
- Bulgarien
- Dänemark
- Deutschland
- Finnland
- Frankreich
- Großbritannien
- Irland
- Italien
- Kanada
- Kroatien
- Lettland
- Mauritius
- Niederlande
- Norwegen
- Österreich
- Polen
- Portugal
- Rumänien
- Russland
- Schweden
- Schweiz
- Serbien
- Slowakei
- Slowenien
- Tschechische Republik
- Ungarn
- USA

## Ergebnisse
Die wichtigsten Titel gingen in der Open Division Herren an Per Hjalmarson aus Schweden. Bei den Damen sicherte sich Janet Köhler aus Deutschland den Titel und im Doppel waren Daniel Gossen und René Lewicki aus Deutschland erfolgreich.

### Open Division
1. Per Hjalmarson (SWE)
2. Daniel Gossen (GER)
3. René Lewicki (GER), Kristian Hansen (DEN)

### Damen
1. Janet Köhler (GER)
2. Jasmina Keber (SLW)
3. Janina Karasek (POL), Kasia Witwicka (POL)

### Doppel
1. Daniel Gossen/René Lewicki (GER)
2. Per Hjalmarson/Björn Karlsson (SWE)
3. Barbora Syc-Krivanova/Andrej Ostrihoň (SVK), Ulrich Burkhardt/Patrick Schüsseler (GER)

### Herren Ü50
1. Vincent Krieger (FRA)
2. Jocelyn Perdreau (FRA)
3. Robert Wynne (GBR), Lex Erlacher (GER)

### Herren Ü40
1. Ulrich Burkhardt (GER)
2. Damir Ilić (CRO)
3. György Váczi (HUN), Andreas Wølner-Hanssen (SUI)

### Damen Ü35
1. Karine Chabrel (FRA)
2. Constanze Lorang (GER)
3. Regina Ströbel (GER), Isabelle Vaillant (FRA)

### Jungen U18
1. Tomáš Pavlovský (SVK)
2. Dasen Jardas (CRO)
3. Jakub Kosicki (POL), Bence Pálinkás (HUN)

### Mädchen U18
1. Alexandra Kacvinská (SVK)
2. Lenka Levková (SVK)
3. Tea Grofelnik (CRO), Zita Ruby (HUN)

### Jungen U14
1. Adam Kakula (SVK)
2. Bruno Grofelnik (CRO)
3. Alexander Gollmer (GER), René Lecső (SVK)

### Mädchen U14
1. Paula Barković (CRO)
2. Jocelin Pusch (GER)
3. Kristína Ščavnická (SVK), Terézia Gibalová (SVK)